# OVB Holding

OVB (niem. Objektive Vermögensberatung, pol. Obiektywne Doradztwo Majątkowe) – europejskie przedsiębiorstwo doradztwa i pośrednictwa finansowo-majątkowego.
Sposób działania firmy polega na pośredniczeniu między jej klientami a firmami z rynku finansowego (samo OVB nie oferuje własnych produktów finansowo-majątkowych).
OVB działa w oparciu o zasadę allfinanz, tzn. stara się pomagać swoim klientom w sposób kompleksowy we wszelkich sprawach finansowo-majątkowych. Inną zasadą OVB jest długoterminowość współpracy z klientami.
Aktualnie w sieci sprzedaży OVB działa ponad 7000 osób (na szczeblu minimum kierowniczym) w Europie, około 2500 osób w Niemczech i 4600 w pozostałych krajach.
Pracowników etatowych zatrudnionych w zarządach firmy to liczba bliska 300 osób (Niemcy – ponad 140 osób, Europa – ponad 150 osób).
Przedsiębiorstwo działa obecnie w 15 krajach europejskich: Niemcy, Austria, Polska, Węgry, Czechy, Słowacja, Grecja, Szwajcaria, Chorwacja, Włochy, Hiszpania, Rumunia, Francja, Ukraina, Belgia.

## Historia
- 1970 – założenie firmy OVB Allfinanz przez Otto Wittschier, Bruno Tones i Bertem Schwarz w Kolonii. Celem działalności stało się prowadzenia usług doradczych dla klientów w formule allfinanz. Oznaczało to iż teraz klient będzie mógł otrzymać z jednej ręki oferty ubezpieczeniowe, inwestycyjne i bankowe. Wprowadzenie systemu obsługi klienta ABS (Analyse Beratung Service, czyli Analiza Doradztwo Serwis) szybko znalazło uznanie wśród klientów.
- 1983 – powołano w do życia instytucje charytatywną „Kölner Hilfswerk Menschen in Not e.V.” – składki płynące od każdego pracownika zarządu, każdego doradcy OVB (ok. 10 000 osób) oraz znaczne sumy przeznaczane z zysków firmy były przeznaczane na pomoc potrzebującym w Afryce
- 1989 – zostaje powołana do życia Akademia Managerów OVB.
- 1990 – OVB rozpoczyna ekspansję na rynkach europejskich.
- 1991 – założenie OVB AUSTRIA, pierwszego zagranicznego oddziału firmy.
- 1992 – założenie OVB POLSKA oraz OVB WĘGRY.
- 1993 – założenie OVB CZECHY, OVB SŁOWACJA oraz OVB GRECJA; OVB Polska rozpoczyna oficjalnie swą działalność.
- 1995 – OVB przejmuje Swiss Fidicon AG; Założenie OVB SZWAJCARIA.
- 1999 – założenie OVB CHORWACJA.
- 2001 – OVB zmienia nazwę na OVB Vermögensberatung AG, zarząd oraz pracownicy firmy mają możliwość kupna preferencyjnych akcji spółki; założenie OVB WŁOCHY.
- 2002 – założenie OVB HISZPANIA oraz OVB RUMUNIA.
- 2003 – założenia OVB FRANCJA.
- 2004 – założenie spółki OVB Holding AG.
- 2005 – OVB finance wchodzi na rynek (elektroniczna platforma bankowa OVB).
- 2006 – 21 lipca 2006 OVB Holding AG wchodzi na niemiecką giełdę gdzie jest notowany na rynku Prime Standard (dostępny do inwestorów zagranicznych).
- 2007 – założenie OVB UKRAINA.
- 2018 – założenie OVB BELGIA.